# Cộng hòa Xã hội chủ nghĩa Xô viết Litva
Cộng hòa Xã hội chủ nghĩa Xô viết Litva (tiếng Litva: Lietuvos Tarybų Socialistinė Respublika; tiếng Nga: Литовская Советская Социалистическая Республика, Litovskaya Sovetskaya Sotsialisticheskaya Respublika), viết tắt CHXHCNXV Litva hay Litva Xô viết, là một trong các nước cộng hòa thuộc Liên Xô, tồn tại từ năm 1940 đến 1990.
Cộng hòa Xã hội chủ nghĩa Xô viết Litva thành lập vào ngày 21 tháng 7 năm 1940 với vị thế một chính phủ vệ tinh. Trong Chiến tranh thế giới thứ hai, vào ngày 16 tháng 6 năm 1940, Liên Xô đã tiến hành sáp nhập lãnh thổ của nước Cộng hòa Litva và thành lập CHXHCNXV Litva, Litva trở thành một nước cộng hòa thành viên của Liên bang Xô viết.
Từ năm 1941 đến năm 1944, Đức Quốc Xã tiến hành xâm lược Liên Xô, vì thế Litva Xô viết đã giải thể trên thực tế. Tuy nhiên, sau khi người Đức rút lui vào các năm 1944–1945, quyền lãnh đạo của Liên Xô lại được thiết lập và tồn tại cho đến năm 1990.

## Lịch sử

### Sau Thế chiến I
Hồng quân Bolshevik đã có một nỗ lực không thành công nhằm thành lập một chính quyền Xô viết tại Litva vào năm 1918–1919. CHXHCNXV Litva tuyên bố thành lập lần đầu vào ngày 16 tháng 12 năm 1918, bởi chính quyền cách mạng lâm thời Litva, chính quyền này hoàn toàn do Đảng Cộng sản Litva lập nên. CHXHCN Litva nhận được sự trợ giúp của Hồng quân, song nó đã thất bại trong việc hình thành nên một chính phủ trên thực tế cùng với sự ủng hộ phổ biến như Hội đồng Litva đã làm được trước đó. Đến ngày 27 tháng 2 năm 1919, CHXHCNXV Litva gia nhập vào Cộng hòa Xô viết Xã hội chủ nghĩa Byelorussia và họ tuyên bố hình thành Cộng hòa Xã hội chủ nghĩa Xô viết Litva - Belorussia (LBSSR hay Litbel), song nước cộng hòa này chỉ tồn tại sáu tháng, kết thúc vào ngày 25 tháng 8 năm 1919.
Cộng hòa Xã hội chủ nghĩa Xô viết Liên bang Nga đã chính thức công nhận Cộng hòa Litva với việc ký kết Hiệp ước hòa bình Liên Xô-Litva vào ngày 12 tháng 7 năm 1920, do đó đã kết thúc sự tồn tại của nước cộng hòa Xô viết non trẻ. Có giả thuyết cho rằng việc thất bại trước Ba Lan trong Chiến tranh Ba Lan-Xô viết đã ngăn cản Liên Xô tiến vào Litva và tái lập một nước cộng hòa Xô viết vào thời điểm đó.

### Thế chiến II
Hiệp ước Molotov–Ribbentrop vào tháng 8 năm 1939 giữa Đức Quốc xã và Liên Xô đã đưa Litva vào "phạm vi ảnh hưởng" của Đức. Tuy nhiên, ngay sau khi Chiến tranh thế giới thứ hai bắt đầu vào tháng 9 năm 1939, thỏa thuận đã được sửa đổi để chuyển Litva vào phạm vi ảnh hưởng của Liên Xô. Điều này là nhằm đổi lấy Lublin và nhiều phần của tỉnh Warszawa tại Ba Lan, tức những khu vực ban đầu được quy cho Liên Xô, song lúc đó đã bị quân Đức chiếm đóng.
Cộng hòa Xã hội chủ nghĩa Xô viết Litva được thành lập vào ngày 21 tháng 7 năm 1940, sau khi nhà cầm quyền Liên Xô tiến quân vào các nước Baltic. Ngày 3 tháng 8 năm 1940, một chính phủ gồm những người cộng sản địa phương được thành lập và tuyên bố rằng Cộng hòa Xã hội chủ nghĩa Xô viết Litva sẽ trở thành một phần của Liên Xô, tức trở thành nước cộng hòa thứ 14 trong thành phần Liên Xô. Lãnh thổ CHXHCNXV Litva sau đó bị Đức Quốc xã xâm lược và chiếm đóng từ tháng 6 năm 1941. Với Chiến dịch Baltic, quyền kiểm soát của Xô viết được tái lập vào tháng 7 năm 1944.
Hoa Kỳ, Anh Quốc, và một số quốc gia khác xem việc Liên Xô xâm chiếm Litva là bất hợp pháp, họ viện dẫn học thuyết Stimson. Hoa Kỳ từ chối công nhận việc Liên Xô sáp nhập Litva hay các nước Baltic khác.
Ngoài những tổn thất về nhân mạng và vật chất trong chiến tranh, nhiều đợt trục xuất cũng gây ảnh hưởng đến Litva. Trong chiến dịch trục xuất quy mô lớn vào các ngày 14–18 tháng 6 năm 1941, có khoảng 12.600 người Litva đã bị trục xuất đến Siberi mà không cần điều tra hay xét xử, 3.600 người bị cầm tù, và trên 1.000 người bị tử hình. Sau khi CHXHCNXV Litva tái lập vào năm 1944, một ước tính cho rằng có từ 120.000 đến 300.000 người Litva đã bị trục xuất đến Siberi và các khu vực xa xôi hẻo lánh khác của Liên Xô.
Theo các thay đổi biển giới công bố tại Hội nghị Potsdam năm 1945, vùng đất Klaipėda của Đức trước đây, cùng với cảng Memel trên biển Baltic, lại được trao lại cho Litva. Hầu hết các cư dân người Đức trong khu vực đã chạy trốn trong những tháng cuối cùng của Thế chiến II.

### Độc lập
Cộng hòa Xã hội chủ nghĩa Xô viết Litva tuyên bố độc lập khỏi Liên Xô vào ngày 11 tháng 3 năm 1990, và là nước cộng hòa đầu tiên trong thành phần Liên Xô làm như vậy. Tất cả các mối quan hệ pháp lý về chủ quyền của Liên Xô đối với nước cộng hòa bị bãi bỏ khi Litva tuyên bố phục hồi sự độc lập của mình. Khi đó, Liên Xô tuyên bố điều này là bất hợp pháp, do Litva phải tuân theo Hiến pháp Liên Xô nếu muốn rời khỏi.
Litva cho rằng toàn bộ quá trình Litva gia nhập Liên Xô vi phạm cả luật pháp Litva và luật pháp quốc tế nên đây chỉ đơn thuần là khẳng định lại một nền độc lập đã tồn tại trước đó. Nhà nước trung ương Liên Xô đã đe dọa dùng vũ lực, song việc Cộng hòa Xã hội chủ nghĩa Xô viết Liên bang Nga tuyên bố chủ quyền vào ngày 12 tháng 6 cũng đồng nghĩa với việc Liên Xô không thể duy trì việc sở hữu Litva.
Iceland đã ngay lập tức công nhận nền độc lập của Litva. Hầu hết các quốc gia khác đã theo sau sau khi xảy ra Cuộc đảo chính Xô viết năm 1991, còn chính phủ Liên Xô đã công nhận nền độc lập của Litva vào ngày 6 tháng 9 năm 1991.

## Kinh tế
Tập thể hóa tại CHXHCNXV Litva đã diễn ra từ năm 1947 đến 1952.
GDP theo đầu người vào năm 1990 của CHXHCNXV Litva là 8.591 Đô la Mỹ, cao hơn con số trung bình của phần còn lại của Liên Xô là 6.871 Đô la Mỹ. Tuy nhiên, con số này chỉ bằng một nửa so với các nước lân cận khi đó là Na Uy ($18.470), Thụy Điển ($17.680) và Phần Lan ($16.868).

## Trong văn hóa đại chúng
Một hành tinh nhỏ mang tên 2577 Litva được nhà thiên văn học Xô viết Nikolai Stepanovich Chernykh phát hiện vào năm 1975, hành tinh được đặt theo tên của Cộng hòa Xã hội chủ nghĩa Xô viết Litva.